# Ink (comics)
Pour les articles homonymes, voir Ink.
Ink est un super-héros appartenant à l’univers de Marvel Comics. Créé par Marc Guggenheim et Yanick Paquette, il est apparu pour la première fois dans Young X-Men #1 (avril 2008).

## Biographie fictive
Jeune voyou de Harlem, Eric Gitter fut tiré de prison par Cyclope (qui était en réalité Donal Pierce) pour devenir membre des Jeunes X-Men (en) après la destruction de l'école pour surdoués Charles Xavier par les purificateurs de William Stryker. Cette équipe fut créée par Donald Pierce afin de tuer certains des anciens New Xmen : Sam Guthrie (Rocket), Dani moonstar et Roberto Da Costa (Solar). Méprisé à cause de son passé et de sa trahison envers sa nouvelle équipe, Ink n'était pas vraiment prédestiné à gagner la reconnaissance de ses coéquipiers qu'il a quittés en apprenant qu'il n'était pas un mutant et que le mutant était son tatoueur. L'équipe fut ensuite sous la direction des trois anciens Nouveaux Mutants Mirage, Rocket et Solar. Il revient afin de les aider, entraîné par Cypher qui lui demande son aide pour les sauver en affrontant les Y-Men (gang à super pouvoirs créés de la même manière que lui). Son dernier tatouage lui permet en effet d'annuler les pouvoirs de Y-Men qui redeviennent des humains normaux mais la manifestation des pouvoirs du phénix plonge le tatoueur dans le coma. Il ressuscite également Dust grâce à ces nouveaux pouvoirs.

## Pouvoirs
- Ink tire ses facultés d'un mutant capable de donner des pouvoirs à des personnes grâce à des tatouages. Des symboles lui permettent de visualiser le pouvoir qu'il donne à la personne tatouée (c'est pour cela que les pouvoirs procurés par le symbole du phénix ne correspondent pas aux pouvoirs de Jean Grey sous le contrôle du phénix mais procure un pouvoir infini à Eric).
- Le symbole danger biologique sur sa main droite sert à provoquer des nausées.
- Le caducée sur sa main gauche lui permet de soigner
- Le tatouage représentant les lignes de l'armure en acier organique de Colossus sur son avant-bras gauche lui confère une force surhumaine.
- Le symbole « danger, produit explosif » lui permet de faire exploser des objets par contact.
- Il a des ailes tatouées dans le dos qui lui permettent de voler.
- Le tatouage en forme d'éclair sur sa tempe lui permet d'avoir le pouvoir de Télépathie.
- Le tatouage du Phénix lui a permis de ressusciter Dust. Il a ensuite disparu. .